# Nicholas Sanders
Nicholas Sanders (circa 1530–1581) est un prêtre catholique et polémiste anglais. Entre 1572 et 1578, il travailla activement à une invasion de l'Angleterre par les puissances catholiques d'Europe. Ses écrits, notamment le De origine ac progressu schismatis Anglicani (inachevé), forment la trame des martyrologes et des récits catholiques de la Réforme anglicane. Le De origine connut plusieurs rééditions, et a inspiré la continuation d'Edward Rishton (imprimée à Reims par Jean Foigny en 1585).

## Œuvres
- (la) De visibili monarchia ecclesiae, Louvain, John Fowler, 1571 (lire en ligne)
- De origine et progressu schismatis Anglicani, 1585.